# Escapament d'àncora

Funcionament d'un escapament d'àncora primitiu (amb retrocés)

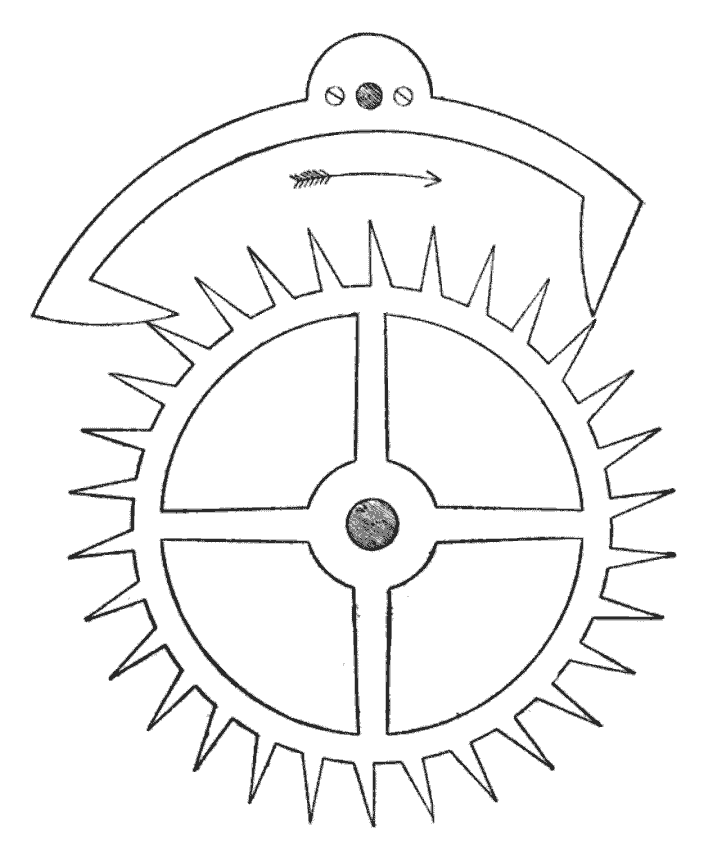
Escapament d'àncora.primitiu

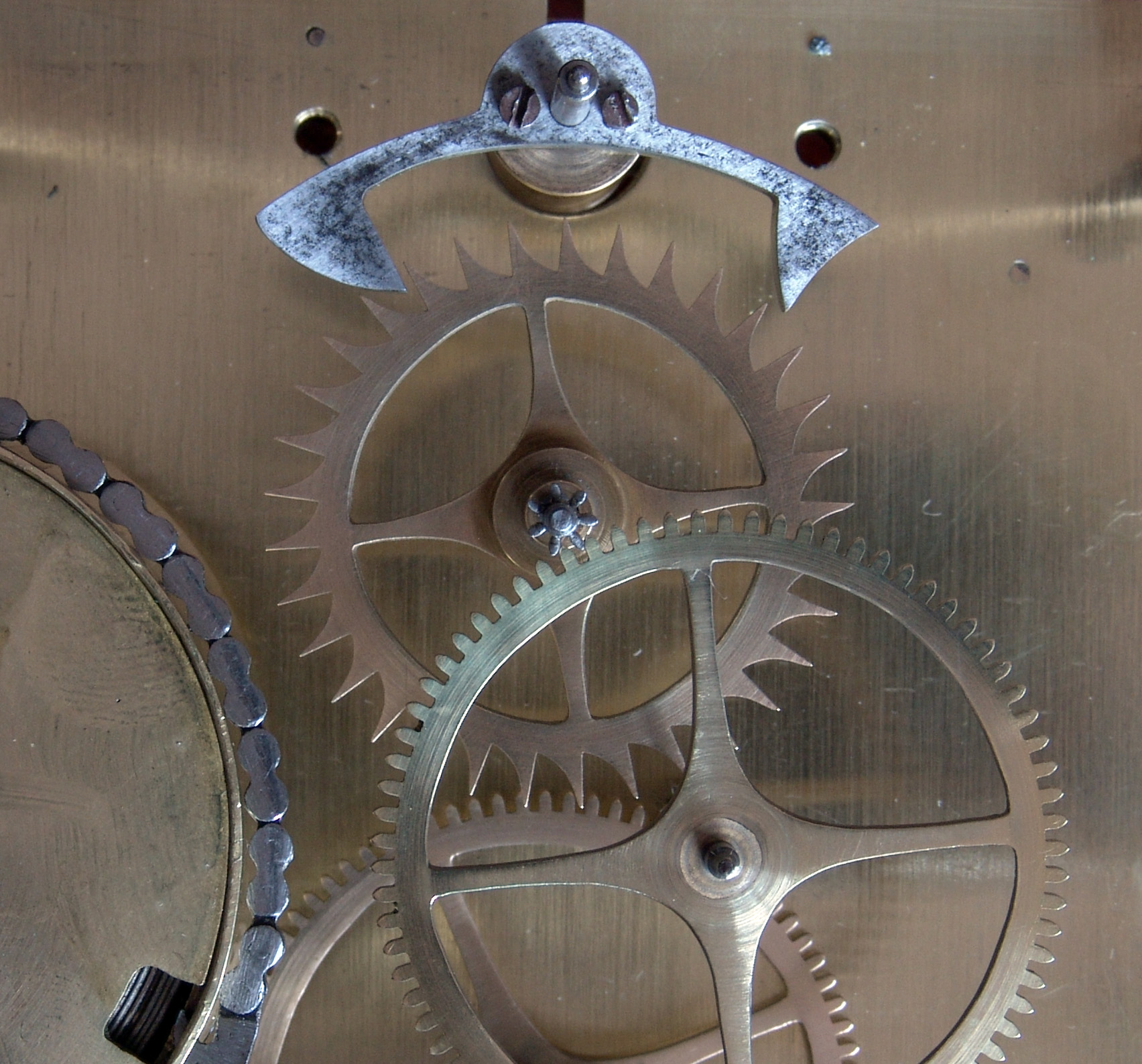
Roda d'escapament i àncora primitives, d'un rellotge de finals del. La placa que normalment sosté la part davantera dels pinyons s'ha eliminat per claredat. El pèndol està darrere de la placa posterior.

En rellotgeria, un escapament d'àncora és un tipus d'escapament utilitzat en rellotges mecànics. L'escapament és un mecanisme que manté l'oscil·lació del pèndol donant-li una petita empenta cada oscil·lació i permet que les rodes del rellotge avancin una quantitat fixa amb cada oscil·lació, movent les agulles del rellotge cap endavant. L'escapament d'àncora va ser anomenat així perquè una de les seves parts principals es pot plasmar vagament com l'àncora d'un vaixell.
L'escapament d'àncora probablement va ser inventat pel científic britànic Robert Hooke al voltant de 1657, encara que algunes referències sobre la història del rellotge donen el crèdit a William Clement, qui va popularitzar l'àncora en la seva invenció del rellotge d'aniversari o rellotge de paret al voltant de 1680. Quan el rellotge de Clement va aparèixer Hooke va reclamar la invenció de l'escapament, dient que havia mostrat un rellotge amb el mateix escapament a la Royal Society poc després del gran incendi de 1666. Els primers coneixements sobre el rellotge d'àncora és el rellotge del Wadham College, un rellotge de torre construït al Wadham College d'Oxford, el 1670, probablement pel rellotger Joseph Knibb. Llavors, l'àncora es va convertir en l'escapament estàndard en la majoria dels rellotges de pèndol.
Un model sense retrocés anomenat escapament de cop mort o escapament de Graham va ser inventat per Richard Towneley vers el 1675 i presentat pel rellotger britànic George Graham al voltant de 1715. Aquest escapament va substituir gradualment l'escapament de retrocés i s'utilitza en pràcticament tots els rellotges de pèndol de gran precisió.

## Com funciona
L'escapament d'àncora es compon de dues parts: la roda d'escapament, que és una roda vertical amb unes dents en punta aguda, i l'àncora, amb una forma que recorda vagament a l'àncora d'un vaixel i que gira sobre un eix just per sobre de la roda. En els dos braços de l'àncora es troben les dues paletes formades per cares corbes i planes que les dents de la roda d'escapament empenyen per donar l'impuls al pèndol.
Cada vegada que una paleta de l'àncora s'allunya de la roda d'escapament, allibera una dent, la roda gira i una dent en l'altre costat s'incorpora a l'altra paleta de l'àncora, que es mou cap a la roda. L'impuls del pèndol segueix movent la segona punta de l'àncora cap a la roda, empenyent la roda d'escapament cap enrere cap uns pocs graus fins que el pèndol s'inverteix en direcció i la punta d'àncora comença a allunyar-se de la roda, amb la dent que llisca al llarg de la seva superfície, empenyent-la. A continuació, la dent llisca cap al final de la punta d'àncora, començant el cicle de nou.
L'escapement d'àncora no és autosuficient. Cal ajudar-lo forçant una oscil·lació del pèndol per aconseguir que arrenqui.

### Retrocés
El moviment cap enrere de la roda d'escapament durant una part del cicle, anomenat retrocés, és un dels desavantatges de l'escapament d'àncora. Es tradueix en una reversió temporal de tot el tren de rodatge al pes de conducció amb cada tic de toc del rellotge, causant desgast addicional en el tren de rodes, excessiu ús de les dents d'engranatges i una certa inexactitud. També pot fer que els punts de les dents de la roda d'escapament freguin la superfície de la punta d'àncora. Les dents estan inclinades cap enrere, contra la direcció de rotació, i la superfície de les puntes de l'àncora és lleugerament convexa, per evitar-ho.
Una altra raó per la qual les dents de la roda d'escapament estan inclinades cap enrere és com a mesura de seguretat. Si el rellotge es mou sense immobilitzar el pèndol, l'oscil·lació no controlada del pèndol pot fer que les puntes d'àncora xoquin violentament amb la roda d'escapament. Les dents inclinades asseguren que les cares planes de les paletes d'àncora d'àncora arribin primer als costats de les dents, protegint els punts delicats de ser trencats.
L'escapament de cop mort (més avall) no té retrocés. Una forma de determinar si un rellotge de pèndol antic té un escapament d'àncora o de cop mort és observar l'agulla de segons. Si es mou cap enrere una mica després de cada tic, mostrant retrocés, el rellotge té un escapament d'àncora primitiu.

### Vareta i forquilla
La vareta de l'àncora acaba en una bifurcació que abraça el pèndol, donant-li un impuls transversal. La vareta del pèndol es penja d'un ressort curt de suspensió unit a un suport robust situat darrere l'àncora. El pivot de l'àncora està alineat amb el punt de doblatge de la molla. Aquest arranjament dona com a resultat un suport de pèndol més estable que simplement suspendre el pèndol directament des de l'àncora.

### Detalls de disseny
L'àncora és molt tolerant a les variacions en la seva geometria, de manera que la seva forma varia àmpliament. A la fi del segle xix, a Gran Bretanya, el disseny habitual era un angle de 90° entre les paletes d'àncora, el que significa situar el pivot d'àncora una distància de √ 2 ≈ 1,4 vegades el radi de la roda d'escapament des del pivot de la roda d'escapament. En un rellotge de paret o caixa alta amb un pèndol que bat el segon (un segon per alternança o dos segons per oscil·lació), la roda d'escapament sovint te 30 dents, la qual cosa fa que la roda d'escapament giri una vegada per minut i que pugui portar l'agulla de segons en el seu eix. En una roda d'escapament de 30 dents, les paletes d'àncora abasten aproximadament 7½ dents. L'angle d'impuls dels becs d'àncora, que determina l'oscil·lació del pèndol, era de 3°a 4°.

## Història
L'àncora va ser el segon escapament més utilitzat a Europa, substituint l'escapament d'esperit o foliot emprats des del 1300 en rellotges mecànics. Els pèndols en els rellotges d'escapament de roda caterina tenien oscil·lacions molt grans de 80º a 100°. El 1673, disset anys després de ser inventat el rellotge de pèndol, Christiaan Huygens va publicar la seva anàlisi matemàtica sobre el pèndol, Horologium Oscillatorium. En ell va demostrar que les amplituds de les oscil·lacions dels pèndols dels rellotges de roda caterina eren inexactes, perquè el període d'oscil·lació del pèndol no era isòcron sinó que variava en un grau reduït a causa de l'error circular amb canvis en l'amplitud de l'oscil·lació del pèndol.
L'avantatge principal de l'àncora era que mitjançant la localització de les paletes d'àncora més enllà del pivot, l'oscil·lació del pèndol es reduïa des d'aproximadament 100° en rellotges verticals fins a només 4° -6°. A part de la precisió millorada per raó de l'isocronisme, això permetia als rellotges usar pèndols més llargs, que tenien un periode més lent. Un més baix arrossegament de l'aire significava que necessitava menys energia per mantenir-se oscil·lant i causava menys desgast al moviment del rellotge. L'àncora també permetia l'ús d'una massa de pèndol més pesat per a una determinada força motriu, fent que el pèndol fos més independent de l'escapament i, per tant, més precís. Aquests llargs pèndols requereixen caixes de rellotge llargues i estretes. Al voltant de 1680, el rellotger britànic William Clement va començar a vendre els primers rellotges comercials que utilitzaven l'escapament d'àncora, rellotges independents d'alt amb pèndols de 1 metro (39 polzades), com rellotges de paret. L'àncora va augmentar la precisió dels rellotges tant que al voltant de 1680-1690 l'ús de la busca dels minuts, anteriorment l'excepció als rellotges, es va convertir en norma.
L'escapament de l'àncora va reemplaçar l'escapament de roda caterina dels rellotges al cap d'uns cinquanta anys, tot i que els rellotgers francesos les seguien utilitzant fins a aproximadament 1800. Molts rellotges de roda caterina van ser reconstruïts amb escapament d'àncora. Al segle xviii, la forma més precisa de l'escapament va substituir l'àncora en els reguladors de precisió, però l'àncora es va mantenir com el cavall de batalla dels rellotges de pèndol de les cases. Durant el segle xix, es van substituir en la majoria dels rellotges de qualitat, però l'escapament d'àncora encara s'utilitza en alguns rellotges de pèndol d'avui dia.

## Desavantatges
L'escapament d'àncora és fiable i tolerant als errors geomètrics en la seva construcció, però la seva operació és similar al vell foliot, i reté dos dels desavantatges importants del foliot:
- És un escapament de fricció; el pèndol sempre està sent empès per una dent de roda d'escapament durant tot el seu cicle, i mai el permet de balancejar lliurement. Qualssevol canvis petits en la força aplicada al pallets, per exemple per un canvi en lubricació a causa de l'oli que envelleix, o la força decreixent del ressort mentre es va acabant, fa canviar el període d'oscil·lació del pèndol.
- És un escapament de retrocés (recoil) com s'ha esmentat abans; de fet, hi ha un moment que el pèndol empeny la roda cap enrere durant part del cicle. Això causa un desgast extra en el mecanisme, i al aplicar una força variable al pèndol, causa inexactitud.[8]

## Escapament de cop mort
Els dos inconvenients esmentats van ser eliminats amb la invenció d'una versió millorada de l'escapament d'àncora: l'escapament de cop mort o de Graham. Sovint, se sol atribuir erròniament al rellotger anglès George Graham que el va introduir al voltant de 1715 en els rellotges reguladors de precisió. No obstant això, en realitat va ser inventat al voltant de 1675, per l'astrònom Richard Towneley, i va ser utilitzat per primera vegada pel tutor de Graham, Thomas Tompion en un rellotge construït per Sir Jonas Moore, i en els dos reguladors de precisió que va fer per al nou observatori de Greenwich el 1676, esmentat en la correspondència entre l'astrònom real John Flamsteed i Towneley
L'escapament d'àncora de Graham és menys tolerant a la inexactitud en la seva fabricació o desgast durant la seva operació i inicialment només s'utilitza en rellotges de precisió, però el seu ús es va estendre durant el segle xix a la majoria de rellotges de pèndol de qualitat.

### Com funciona
L'escapament de cop mort presenta dues cares a les paletes d'àncora, una cara de repòs o "morta", amb una superfície corba concèntrica amb l'eix sobre el qual gira l'àncora i una cara "impulsora" amb una altra inclinació. Quan una dent de la roda d'escapament es recolza contra una de les cares mortes, la seva força es dirigida cap a l'eix de gir de l'àncora, de manera que no dona cap impuls al pèndol, però tampoc retrocedeix la roda. Quan la paleta d'àncora a l'altre costat allibera la roda d'escapament, la dent s'enfronta primer a aquesta cara "morta" on roman recolzada durant la major part del balanceig. Durant aquest període, la roda d'escapament està "bloquejada" i no pot girar. A prop de la part inferior del balanceig del pèndol, la dent llisca fora de la cara morta cap a la cara inclinada "impulsora" de la punta d'àncora, permetent que la roda d'escapament giri i li doni un empenta al pèndol abans d'abandonar la punta de l'àncora. Encara és un escapament d'aturada amb fricció perquè el lliscament de la dent d'escapament contra la cara "morta" afegeix fricció al balanceig del pèndol, però té menys fricció que l'escapament de retrocés perquè no hi ha força de retrocés.
En contrast amb la inclinació cap enrere de les dents de la roda d'escapament d'àncora amb retrocès, les dents de la roda d'escapament de cop mort són radials o inclinades cap endavant per assegurar que la dent es posi en contacte amb la cara "morta" de la punta d'àncora, evitant el retrocés.

### El principi d'Airy
El 1826, l'astrònom britànic George Airy va demostrar que un pèndol que està mogut per l'impuls d'un àncora simètrica sobre la seva posició d'equilibri inferior és isòcron per a diferents forces motrius, ignorant la fricció i que l'escapament de cop mort satisfà aquesta condició. Això queda satisfet completament si les dents de la roda d'escapament es fan caure exactament a la cantonada entre les dues cares de les puntes d'àncora, tenint en compte que perquè l'escapament pugui funcionar de forma fiable, les dents han de caure just sobre l'aresta, de la cara "morta".

## Comparació del moviment d'àncora de retrocés amb el de Graham
Una causa important d'error en els rellotges són els canvis en la força impulsora aplicada a l'àncora de l'escapament, causats per petits canvis en la fricció de les dents de la corona amb les puntes de l'àncora o la força decreixent de la molla a mesura que es va desenrotllant. Un escapament en el que els canvis en la força motriu no afecten la duració del període es denomina isòcron. El superior rendiment de l'escapament de cop mort sobre l'escapament de retrocés es deu a una millora en l'isocronisme, ja que els canvis en la força motriu afecten de forma diferent el balanceig del pèndol, en cada tipus d'escapament:
- En l'escapament d'àncora de retrocés, un augment de la força motriu fa que el pèndol es balancegi més ràpidament, però no augmenta l'amplitud del pèndol, la longitud del seu oscil·lació. L'augment de la força de la dent de la roda d'escapament aplicada contra la punta d'àncora durant la part de retrocès del cicle tendeix a disminuir el balanceig del pèndol, mentre que la força de la dent durant la part del cicle d'impuls cap endavant tendeix a augmentar el balanceig del pèndol. Ambdós solen cancel·lar-se, deixant el període d'oscil·lació sense canvis. Però tots dos efectes disminueixen el període d'oscil·lació. En altres paraules, l'augment de la força colpejadora fa moure el pèndol cap endavant i cap enrere, més ràpid, però en un arc fix.
- En l'escapament de cop mort, no hi ha retrocès apart de que l'augment de la força motriu fa que el pèndol descrigui un arc més ample, alhora que es mou amb més rapidesa. El temps necessari per cobrir la distància extra queda compensat exactament per l'augment de la velocitat del pèndol, deixant el període d'oscil·lació sense canvis. No obstant això, l'oscil·lació més àmplia provoca un lleuger augment del període a causa de l'error circular. Per a rellotges domèstics, aquest efecte és insignificant, però és una limitació de la precisió que poden aconseguir els rellotges reguladors de precisió amb escapament de cop mort.

Quan es va inventar l'escapament de cop mort, els rellotgers inicialment creien que tenia un isocronisme inferior al de retrocés, per raó de la influència dels canvis en la força motriu en l'amplitud del pèndol. Recents estudis assenyalen que el no-isocronisme de l'escapament de retrocés pot anul·lar l'error circular del pèndol. És a dir, un augment de l'amplitud de l'oscil·lació provoca un lleuger augment del període d'un pèndol a causa de l'error circular i que això pot compensar disminució del període causada per l'isocronisme. A causa d'aquest efecte, un escapament de retrocés acuradament ajustat amb les puntes d'àncora ben polides pot arribar a ser més precís que un escapament de cop mort. (aquest podria ser el cas de l'escapament català-que és de retrocés amb dents simètriques-, que fou considerat suficientment precís durant dos-cents anys). Això ha estat confirmat actualment, com a mínim, per un experiment modern.